# 張家陞
張家陞（1997年11月8日—），臺灣男演員，前田徑選手專項跨欄，曾入選為亞青國手，國立體育大學畢業。2020年6月從國立體大畢業後他決定挑戰進入演藝圈，朝新的目標前進。他的演藝事業主要開始於2021年。

## 演出作品

### 電視劇
| 年份   | 劇名                    | 角色         | 導演           | 備註              |
| 2023年 | 《最佳利益3－最終利益》 | 賴國益       | 林立書、鄒奕笙 |                   |
| 2023年 | 《此時此刻》            | 孫日謙(高中) | 黃綺琳         | 第9集：你心裡的鬼 |
| 2024年 | 《何百芮的地獄毒白》    | 約會人選D    | 謝沛如         |                   |
| 2024年 | 《聰明鎮》              |              | 謝駿毅         |                   |
| 2025年 | 《獨佔接班人》          | 王湛         | 邱晧洲         |                   |

### 節目
| 年份   | 節目名稱          | 備註                                                                             |
| 2022年 | 《全明星運動會4》 | 紅隊 Red 4 Win隊員 和成炘、夏浦洋合稱紅隊三巨頭， 粉絲取諧音稱三人為「炘浦陞」。 |

## 外部連結
- 張家陞的Facebook專頁 （繁體中文）
- 張家陞的Instagram帳戶 （繁體中文）